# Vittorio Gassman
Vittorio Gassman (Génova, 1 de septiembre de 1922-Roma, 29 de junio de 2000), conocido popularmente como Il Mattatore, fue un actor y director italiano de teatro y cine. Es considerado uno de los más grandes actores italianos, cuya carrera incluye tanto importantes producciones como decenas de divertimentos.

## Biografía
Su padre era miembro de una rica familia alemana y su madre una italiana de origen judío de la ciudad de Pisa. Se trasladó a Roma siendo joven, donde empezó sus estudios en la Accademia Nazionale d'Arte Drammatica donde se formaron también otras importantes figuras del cine y teatro italiano, tales como 
Tino Buazzelli,
Adolfo Celi,
Rossella Falk,
Nino Manfredi,
Rina Morelli,
Lea Padovani,
Elio Pandolfi,
Paolo Panelli,
Luca Ronconi,
Luigi Squarzina,
Paolo Stoppa,
Gianrico Tedeschi,
Monica Vitti,
y muchos otros.
Su debut se produjo en Milán, en 1942, con Alda Borelli en la obra teatral Nemica (enemiga) de Niccodemi. En Roma formó después equipo artístico con Tino Carraro y Ernesto Calindri en el Teatro Eliseo, equipo que sería famoso. Con ellos Gassman actuó en una serie de obras que iban desde la comedia burguesa hasta el teatro más sofisticado intelectualmente, sin ninguna aparente dificultad para transitar entre papeles tan diferentes.
En 1946 hizo su debut en el cine en Preludio d’amore; al año siguiente, apareció ya en cinco películas. En 1948, su famosa interpretación en Riso amaro (Arroz amargo) demostró su pasión por el cine y su capacidad para resultar eficiente en el cine tanto como en el teatro.
Fue con la compañía de Luchino Visconti con quien Gassman alcanzó su mayor éxito, junto con Stoppa, Rina Morelli y Paola Borboni. Interpretó un vigoroso Kowalski en la obra de Tennessee Williams Un tranvía llamado Deseo, participó en el estreno italiano de Muerte de un viajante, de Miller y resultó brillante en el papel de Ganímedes (el personaje Rosalinda disfrazado de hombre) en As You Like It (Como gustéis) de William Shakespeare y en el Oreste de Vittorio Alfieri. A continuación se unió al Teatro Nazionale, con Arnoldo Foà, Massimo Girotti y Tommaso Salvini, para un exitoso Peer Gynt (de Ibsen).
Con Luigi Squarzina en 1952 cofundó y codirigió el Teatro de Arte Italiano produciendo la primera versión completa de Hamlet y después obras como Seneca’s Tieste o Eschilo, los persas.
El año 1956 fue un año clave en su carrera: Gassman actuó en Otelo con el memorable Salvo Randone, con el que intercambió los roles de Moor y Yago. Poco después hizo la serie de televisión Il mattatore (El matador), y a partir de ahí fue apodado así hasta su muerte. Ese mismo año dirigió y actuó en una película dedicada al teatro que era una versión de Kean.
Un verdadero perfeccionista, siempre odió la dicción imperfecta o las imperfecciones dialectales, pero fue también capaz de interpretar, perfectamente y cuando era necesario, la mayor parte de los numerosos dialectos e inflexiones del italiano. Aceptó el desafío de dirigir Aldechi, una de las menos conocidas y una de las más difíciles obras de Alessandro Manzoni. Hizo una gira con esta obra, que vieron medio millón de personas, expandiéndose fuera de Italia con su Teattro Popolare Itinerante (una nueva edición del famoso teatro Carro di Tespi).
Sus producciones incluyen autores famosos del siglo XX, y muchos clásicos como Shakespeare, Dostoievski y los griegos. También fundó una escuela de teatro en Florencia, que formó a muchos de los actores más talentosos de esta generación.
En el cine, trabajó mucho tanto en Italia como en el extranjero. Su carisma y su fluidez en el inglés le permitieron hacer muchos papeles para producciones de Hollywood: desde Rhapsody (1954) con Elizabeth Taylor y Guerra y paz (1956) con Henry Fonda, Audrey Hepburn y Mel Ferrer, hasta Sleepers (1996), donde se codeó con Robert De Niro, Dustin Hoffman y Brad Pitt. En Hollywood conoció a Shelley Winters y se casó con ella, para luego divorciarse a su regreso a Italia.

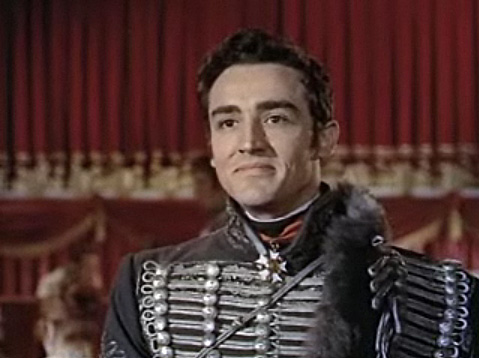
Vittorio Gassman en la película La guerra y la paz (1956).

Aunque tuvo mucho éxito en el cine, Gassman nunca dejó el teatro. En un momento de su carrera, añadió la poesía a su repertorio, trayendo de esta manera obras extranjeras a Italia.
Gassman se casó con las siguientes actrices:
- Nora Ricci (con quien tuvo a Paola Gassmann, actriz y esposa de Ugo Pagliai);
- Shelley Winters (con quien tuvo a Vittoria);
- Juliette Maynel (con quien tuvo a Alessandro, también actor), y por último
- Diletta D'Andrea (con quien tuvo a Jacopo).

Gassman era un hombre de emociones intensas y un honesto intelecto; su notable sentido del humor y su propia ironía, hizo que en los años noventa actuara en la popular serie de televisión Túnel, en la cual recitaba seriamente el recibo del gas o de la luz o instrucciones de uso. Lo hacía de la misma manera que cuando recitaba La divina comedia de Dante, la cual le había hecho famoso.
Aclamado como actor, su vida fue también bastante discutida por sus divorcios (un escándalo en los años cincuenta y sesenta), y por su posterior ateísmo. En sus apariciones públicas siempre hacía un comentario original o inconveniente con la intención de molestar a ciertas clases sociales. Se ganó enemigos en el mundo de las artes por esas mismas razones.
En 1988 ganó Premio Donostia del Festival de San Sebastián
En 1997 Vittorio Gassmann fue galardonado con el Premio Príncipe de Asturias de las Artes.
En sus últimos años sufrió de depresión. El director español Jaime Camino le dirigió en El largo invierno (1992) y declaró que pese a tal enfermedad, Gassman trabajó de manera muy profesional.

## Muerte
Vittorio Gassman murió de un ataque al corazón en su casa en Roma, el 29 de junio de 2000, a la edad de 77 años. Fue enterrado en Campo Verano.

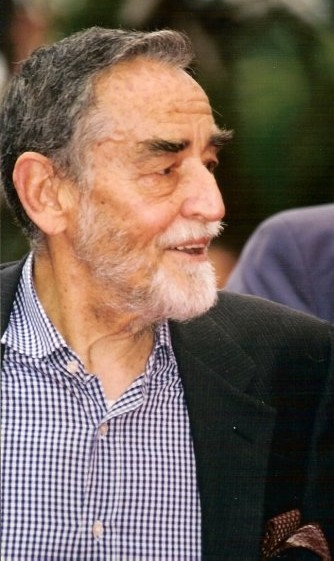
Vittorio Gassman en el Festival de Cannes (1997).

## Filmografía
- 1945  Incontro con Laura
- 1946: Preludio d'amore
- 1947  La hija del capitán
- 1947: El tío indigno
- 1948: L’ebreo errante (El judío errante)
- 1948: Riso amaro (Arroz amargo)
- 1950: Il leone de Amalfi
- 1951: Anna
- 1951: La corona negra
- 1953  The Glass Wall
- 1954: Rhapsody (Rapsodia)
- 1956: Guerra y pazVittorio Gassman con Audrey Hepburn en una escena de la película La guerra y la paz (1956).

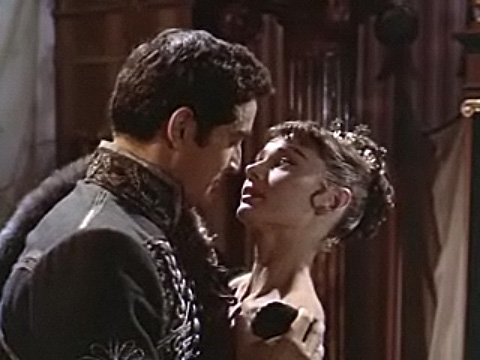
Vittorio Gassman con Audrey Hepburn en una escena de la película La guerra y la paz (1956).

- 1956: La mujer más hermosa del mundo (Lina Cavalieri)
- 1956: Difendo il mio amore (Escándalo en Milán)
- 1958: La tempesta
- 1958: I soliti ignoti (Rufufú).
- 1959: La Gran Guerra
- 1959: Rufufú da el golpe
- 1961: Fantasmi a Roma
- 1962: Il sorpasso (La escapada)
- 1962: La marcia su Roma
- 1962: Barrabás
- 1963: Monstruos de hoy
- 1965: Un italiano en la Argentina
- 1966: L'arcidiavolo
- 1966: La armada Brancaleone
- 1967: Lo scatenato (El bello Giorgio)
- 1967: El profeta
- 1967: Siete veces mujer
- 1969: ¿Cuál de las 13?
- 1970: Contestazione generale
- 1971: Scipione detto anche l'africano (Escipión, el Africano)
- 1971: La audiencia (L'udienza)
- 1972  Che c'entriamo noi con la rivoluzione? (¿Qué nos importa la revolución?)
- 1973: Tosca
- 1974: Profumo di donna (Perfume de mujer)
- 1974: C'eravamo tanto amati (Nos habíamos amado tanto o Una mujer y tres hombres)
- 1975: Telefoni bianchi (La carrera de una doncella)
- 1975: Come una rosa al naso (Virginidad)
- 1976: El desierto de los tártaros
- 1977: Anima persa (Alma perdida)
- 1978  Un día de boda
- 1978: ¡Que viva Italia!
- 1979: Quinteto
- 1980: La terrazza
- 1980: The Nude Bomb
- 1981: Sharky´s Machine
- 1982: Tempest
- 1983: La vida es una novela
- 1983: Benvenuta
- 1986: La familia (La famiglia)
- 1990: Tolgo il disturbo (No molestes más)
- 1992: El largo invierno
- 1996: Sleepers
- 1998: La cena

## Premios y reconocimientos
Festival Internacional de Cine de Cannes
| Año  | Categoría             | Película         | Resultado |
| ---- | --------------------- | ---------------- | --------- |
| 1975 | Premio al mejor actor | Perfume de mujer | Ganador   |

Festival Internacional de Cine de Venecia
| Año  | Categoría            | Resultado |
| ---- | -------------------- | --------- |
| 1996 | León de Oro Especial | Ganador   |

Festival Internacional de Cine de San Sebastián
| Año  | Categoría                      | Película                    | Resultado |
| ---- | ------------------------------ | --------------------------- | --------- |
| 1971 | Concha de Plata al mejor actor | Brancaleone en las cruzadas | Ganador   |
| 1988 | Premio Donostia                |                             | Ganador   |